# Sanguirana luzonensis
Sanguirana luzonensis es una especie  de anfibios de la familia Ranidae.

## Distribución geográfica
Es endémica de Luzón y algunas pequeñas islas adyacentes (Filipinas).

## Estado de conservación
Se encuentra amenazada por la pérdida de su hábitat natural.